# Eduardo Fournier
Eduardo Antonio Fournier (Talca, 2 januari 1956) is een voormalig profvoetballer uit Chili, die speelde als doelman. Na zijn actieve loopbaan stapte hij het trainersvak in. Fournier was onder meer trainer-coach van CSD Rangers en Cobreloa.

## Interlandcarrière
Fournier speelde vier duels voor Chili bij de Olympische Spelen (1984) in Los Angeles. Daar werd de ploeg in de kwartfinales uitgeschakeld door Italië (1-0). Met 28 jaar en 210 dagen was hij het oudste lid van de olympische selectie, die onder leiding stond van coach Pedro Morales Torres.